# Jugabilidad emergente
Jugabilidad emergente se refiere a situaciones complejas en videojuegos, juegos de mesa, o juegos de rol que emergen de la interacción de mecánica de juego relativamente sencillas.
Los diseñadores han intentado fomentar el juego emergente al proporcionar herramientas a los jugadores, como colocar navegadores de web dentro del motor de juego (como en Eve On-line), proporcionando herramientas de integración del XML y lenguajes de programación (Second Live), fijando los tipos de cambio (Entropia Universe), y permitiendo que un jugador genere cualquier objeto que desee para solucionar un rompecabezas (Scribblenauts).[cita requerida]

## Aparición emergente
La aparición emergente ocurre cuando los diseñadores del juego están interesados en usos creativos del juego. Desde los años 70 y 80, los juegos de mesa y los juegos de rol de mesa como Cosmic Encounter o Dragones y Mazmorras han presentado la aparición emergente como función principal del juego al proporcionarles a los jugadores reglas o marcos de juego relativamente simples que los alentaron intencionalmente a explorar estrategias creativas. Interacciones y explotarlas hacia la victoria o el logro de objetivos.[cita requerida]

### Soluciones creativas
En juegos con física compleja e interacción de objetos flexible, puede ser posible completar problemas en el juego usando soluciones que los diseñadores del juego no previeron. Deus Ex es a menudo citado como un  juego responsable de promover la idea de la jugabilidad emergente, donde los jugadores desarrollan soluciones interesantes, como el uso de minas montadas en la pared como pitones para escalar paredes.
Tal aparición también puede ocurrir en juegos con mundos abiertos como en Dwarf Fortress o Space Station 13.

### Narrativa emergente
Algunos juegos no utilizan una estructura de historia planificada previamente, incluso no lineal.
En Sims, una historia puede surgir de las acciones del jugador. Pero el jugador tiene tanto control que está creando más una historia que interactuando con una historia. La narrativa emergente solo sería creada parcialmente por el jugador. Warren Spector, el diseñador de Deus Ex, argumenta que la narrativa emergente carece de el impacto emocional de la narración lineal.
Left 4 Dead presenta un sistema dinámico controlado por una I.A. que controla el ritmo dramático, y la dificultad, llamada Director. La forma en que trabaja el Director se llama "Narrativa procesal": en lugar de tener una dificultad que aumenta a un nivel constante, la I.A.  analiza cómo les fue a los jugadores en el juego hasta ahora, y trata de agregar eventos posteriores que les darían un sentido narrativo..

## Aparición involuntaria
La aparición no intencionada ocurre cuando los diseñadores del juego no pretendían usos creativos del videojuego.

### Utilizando glitches del juego
La jugabilidad emergente puede surgir de la IA de un juego que realiza acciones o crea efectos inesperados incluso por los desarrolladores de software. Esto puede deberse a una falla del software, el juego funciona bien pero produce resultados inesperados cuando se juega de manera anormal o un software que permite el desarrollo de la IA; por ejemplo, las enfermedades genéticas no planificadas que pueden ocurrir en la serie Criaturas.

### Fallos del juego o aprovechamiento para estrategias
En varios juegos, especialmente los tiradores en primera persona, las fallas en los juegos o las particularidades de la física pueden convertirse en estrategias viables, o incluso en generar sus propios tipos de juegos. En la serie Quake de id Software, el salto con cohetes y el salto con flechas son dos de estos ejemplos. En el juego Halo 2, al presionar el botón de ataque cuerpo a cuerpo (B) seguido rápidamente por el botón de recarga (X) y el botón de disparo primario (disparador R), el jugador no tendrá que esperar a que el arma vuelva a estar en posición para Dispara después de un ataque de melée. Hacer esto se conoce como "BXR-ing".
Starsiege: Tribes tenía una falla en el motor de física que permitía a los jugadores "esquiar" subir y bajar pendientes pronunciadas presionando rápidamente la tecla de salto, ganando una velocidad sustancial en el proceso. La explotación de esta falla se convirtió en algo fundamental para el juego, suplantando a los vehículos que originalmente habían sido concebidos por los diseñadores como el principal medio para recorrer grandes mapas.
Gracias a la supervisión de la programación por parte de Capcom, la idea del combo (o combo 2-1) se introdujo con el juego de lucha Street Fighter II, cuando los jugadores expertos se dieron cuenta de que podían combinar varios ataques que no dejaban tiempo para que sus oponentes se recuperaran, siempre que como fueron cronometrados correctamente.

### Cambiando objetivos de juego
En los juegos de carreras de autos en línea, particularmente en el Proyecto Gotham Racing, los jugadores propusieron un objetivo alternativo conocido como "Gato y ratón". Los corredores juegan en equipos de al menos dos coches. Cada equipo elige un auto muy lento como el mouse, y su objetivo es que su auto lento cruce la línea de meta primero. Por lo tanto, los miembros del equipo en autos más rápidos apuntan a empujar a su auto lento a la delantera y sacar a los autos lentos de sus equipos opuestos fuera de la carretera.
Completar juegos sin obtener ciertos elementos o saltearse partes aparentemente necesarias del juego resulta en la ruptura de secuencias, una técnica que ha desarrollado su propia comunidad dedicada. A menudo, la velocidad de finalización y / o el uso minimalista de los artículos son logros respetables. Esta técnica se ha utilizado durante mucho tiempo en la serie de juegos Metroid y se ha convertido en una comunidad dedicada a los speedruns. NetHack ha codificado con el tiempo muchos de estos desafíos como "conducta" y reconoce a los jugadores que logran terminar personajes con disciplinas pacifistas o vegetarianas ininterrumpidas, por ejemplo. Se ha implementado una forma comparable de juego restringido dentro de World of Warcraft, conocido como nivelación "Iron Man". .
Se puede usar un cambio en el juego para crear un minijuego de facto, como el "Green Demon Challenge" en Super Mario 64, donde el objetivo es evitar acumular un 1-up que persigue al jugador, incluso pasando por el terreno, mientras que el jugador intenta recoger todas las monedas rojas en un nivel. Se han construido otros desafíos para alcanzar áreas o elementos que normalmente son inalcanzables, a veces con fallos o herramientas de juego, o completar un nivel sin usar un control de juego importante, como el botón "saltar" o el joystick. .
Machinima, el uso de la animación por computadora de los motores de videojuegos para crear películas, comenzó en 1996. La práctica de grabar partidas a muerte en el juego de computadora Quake de id Software en 1996 se extendió al agregar una narrativa, cambiando así el objetivo de ganar a crear una película. Más tarde, los desarrolladores de juegos proporcionaron mayor soporte para crear machinima; por ejemplo, el juego The Movies de Lionhead Studios en 2005, está diseñado para ello. 

### Interacción de economía real
Los operadores de MMO con sistemas económicos juegan exclusivamente para adquirir objetos de juego virtuales o avatares que luego venden por dinero del mundo real en sitios web de subastas o sitios de cambio de divisas de juegos. Esto se traduce en el objetivo de juego del trader de ganar dinero real independientemente de los objetivos del diseñador del juego original.
Muchos juegos prohíben el comercio de divisas en el EULA, pero sigue siendo una práctica común.
Algunos jugadores proporcionan servicios del mundo real (como diseño de sitios web, alojamiento web) pagados con la moneda del juego. Esto puede influir en la economía del juego, ya que los jugadores obtienen riqueza / poder en el juego no relacionado con los eventos del juego. Por ejemplo, esta estrategia se utiliza en World of Warcraft de Blizzard Entertainment. .[cita requerida]

## Juegos de apuestas
Los juegos de azar y las loterías pueden ocurrir en juegos de rol en línea como EVE Online y Dark Age of Camelot. La provisión de servicios de juego a cambio de dinero en el juego puede tomar la forma de una lotería, juegos de cartas, apuestas de eventos o cualquier otra variación, la mayoría de las veces basada en juegos establecidos en el mundo real. Los jugadores suelen establecer un servicio de apuestas, lotería, etc. Los jugadores suelen crear un sitio web para ejecutar el juego y luego aceptan el pago de los jugadores que utilizan la moneda del juego para acreditar la cuenta del sitio web del jugador. Las ganancias se devuelven a la cuenta del jugador. Otras formas de juego se utilizan comúnmente en los juegos en línea multijugador masivo, como apostar sobre quién ganará un duelo..[cita requerida]

### Juego de instituciones financieras
En los juegos sin mecanismo de ley financiera, los jugadores desarrollan instituciones financieras. Los formularios incluyen bancos o esquemas de inversión lanzados con una salida a bolsa, típicamente basados únicamente en la confianza. 
La primera salida a bolsa de MMORPG del mundo fue ISS Marginis por Interstellar Starbase Syndicate (ISS) en Eve-Online, el 29 de septiembre de 2005. Esto fue por un dividendo basado en la rentabilidad. La ISS siguió con una serie de OPI, que culminaron en una OPI del propio gremio de jugadores que prometía un retorno fijo, como un bono. Eve Online no tiene un mecanismo de juego para la ley financiera. 
En juegos con economías rudas como el sistema de Casa de Subastas de World of Warcraft, algunos jugadores se ganan la vida comprando artículos que tienen un precio inusualmente bajo y revendiéndolos a precios elevados, o comprando toda la competencia y creando un monopolio. En el MMO Runescape, los jugadores pueden comprar muchos miles de unidades de un artículo y luego venderlos para obtener un beneficio al igual que un mercado de productos básicos normal. Este juego incluye datos de precios en todos los artículos de los últimos 180 días. 

## Ejemplos
- DayZ
- Catacomb Kids
- Crusader Kings II
- Dwarf Fortress
- Far Cry 2
- Mount & Blade
- Red Dead Redemption 2
- Rimworld
- S.T.A.L.K.E.R.
- Star Citizen
- The Legend of Zelda: Breath of the Wild
- World of Warcraft